# Jaboticabal
Jaboticabal ist eine Stadt im brasilianischen Bundesstaat São Paulo. 2022 lebten in Jaboticabal nach offizieller Schätzung 71.821 Menschen auf 707 km².

## Geographie

### Distrikte
Die Gemeinde ist in drei Distrikte unterteilt:
- Jaboticabal – Hauptdistrikt
- Córrego Rico
- Lusitânia

## Geschichte
Die Gemeinde wurde 1867 durch Landesgesetz gegründet.

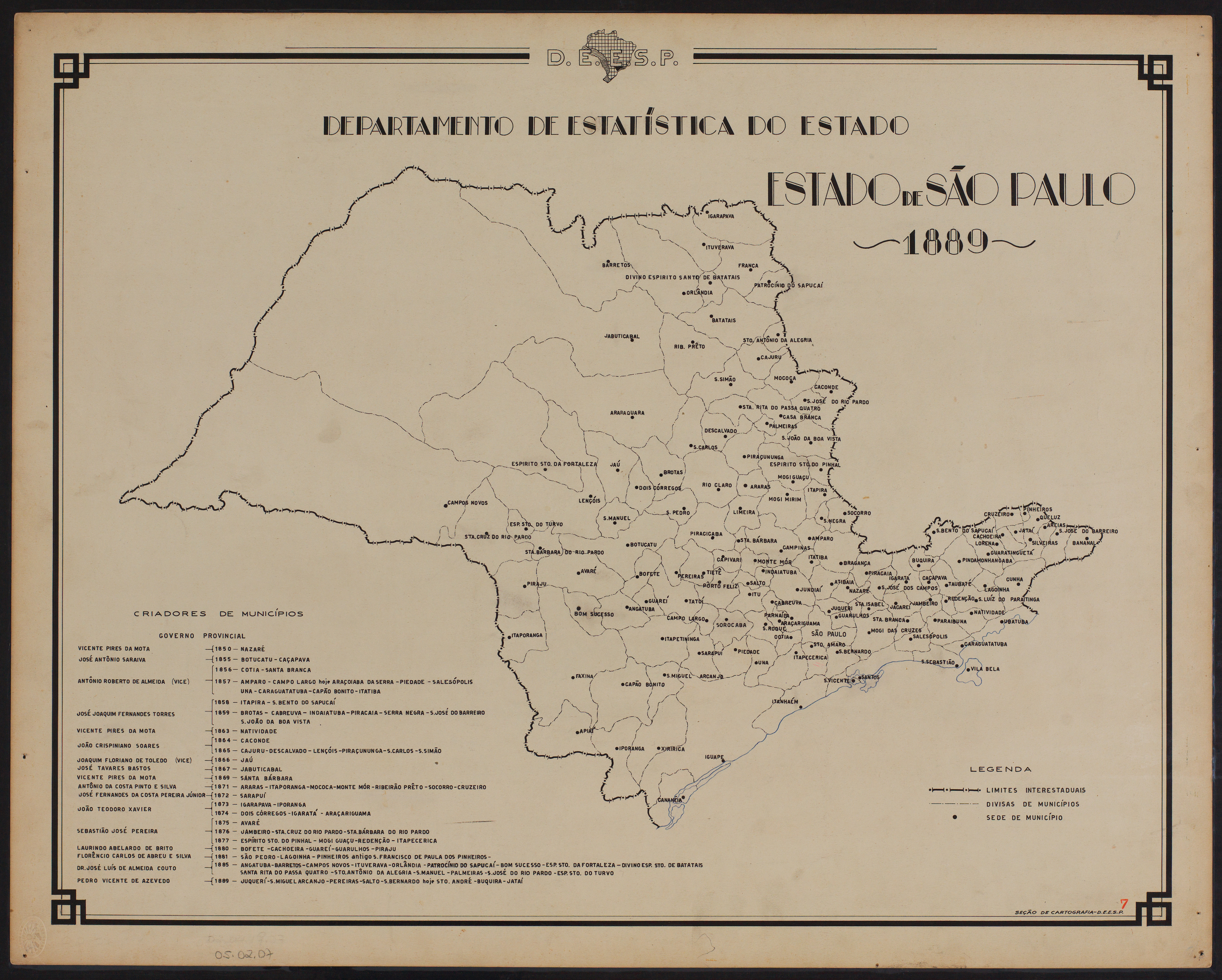
Karte des Bundesstaates São Paulo (1889).

## Bevölkerung
| Bevölkerungsentwicklung | Bevölkerungsentwicklung |
| Jahr                    | Bevölkerung             |
| ----------------------- | ----------------------- |
| 1920                    | 51.941                  |
| 1940                    | 40.296                  |
| 1950                    | 30.863                  |
| 1960                    | 33.772                  |
| 1970                    | 38.779                  |
| 1980                    | 46.981                  |
| 1991                    | 59.133                  |
| 2000                    | 67.408                  |
| 2010                    | 71.662                  |
| 2022                    | 71.821                  |
| [ 4 ] [ 5 ] [ 6 ]       |                         |

## Religion
Das Christentum ist in der Stadt wie folgt vertreten:

### Römisch-katholische Kirche
Die römisch-katholische Gemeinde ist Teil des Bistums Jaboticabal.

### Protestantische Kirche
In der Stadt gibt es die unterschiedlichsten evangelischen Glaubensrichtungen, hauptsächlich Pfingstler, darunter die brasilianischen Assemblies of God, die Christliche Kongregationalistische Kirche in Brasilien, und andere.